# 노르디우르스시

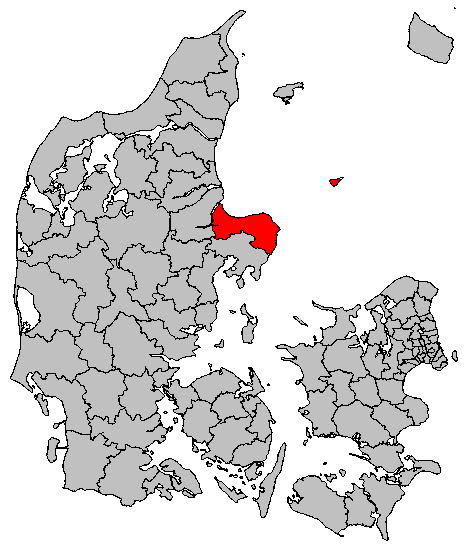
노르디우르스 시의 위치

노르디우르스시(덴마크어: Norddjurs Kommune)는 덴마크 중앙윌란 지역에 위치한 지방 자치체로 행정 중심지는 그레노이며 면적은 723.15km2, 인구는 37,839명(2014년 4월 1일 기준)이다. 윌란반도 북동부 연안에 위치한다.